# Beyond the Notes
Beyond the Notes är ett musikalbum från 2004 av Jon Lord, på skivan medverkar bland annat sångerskan Frida Lyngstad, nyckelharpisten Emilia Amper och den norska kammarorkestern Trondheimsolistene.

## Innehåll
1. "Miles Away" (7:40)
2. "De Profundis" (7:20). Homage till hans tid i Deep Purple, innehåller korta "citat" från många DP låtar.
3. "One From The Meadow" (8:14)
4. "Cologne Again" (6:45)
5. "I'll Send You A Postcard (Pavane For Tony)" (6:54)
6. "The Sun Will Shine Again" (4:22), solist: Anni-Frid (Frida) Lyngstad .
7. "A Smile When I Shook His Hand (In Memorian George Harrison)" (7:30)
8. "November Calls" (5:03), solist Miller Anderson
9. "The Telemann Experiment" (7:07). Beskrivs av Jon Lord vara en blandning av norsk folkmusik, tysk barock, jazz-rock och ett flertal olika instrument; piano, elektroniska instrument, blås- och stråkinstrument.
10. "Music For Miriam (Version For String Orchestra)" (8:02). Ursprungsversion finns på albumet Pictured Within.

Musiken är skriven av Jon Lord, texter av Sam Brown – utom "November Calls" som är skriven av Jon Lord.

## Medverkande
- Jon Lord: Piano/orgel/keyboard
- Thijs van Leer: Flöjt
- Michael Heupel: Flöjt
- Paul Shigihara: Gitarr
- Urs Fuchs: Basgitarr
- Mario Argandona: Percussion/trummor/sång
- Matthias Krauss: Keyboard
- Gerhard Vetter: Oboe
- Andy Miles: Klarinett
- Pete York: Trummor
- Emilia Amper: Nyckelharpa
- Sam Brown: Sång ("One From The Meadow")
- Miller Anderson: Sång ("November Calls")
- Frida: Sång ("The Sun Will Shine Again")
- Sabine van Baaren: Sång
- The Vocaleros: Röster
- Cologne String Ensemble Albert Jung
- TrondheimSoloistene

## Produktion
- Producerad av Mario Argandona och Jon Lord
- Inspelad i Hansa Haus-Studios, Bonn, Tyskland, 14 juni – 31 juli 2004